# Jan Costin Wagner

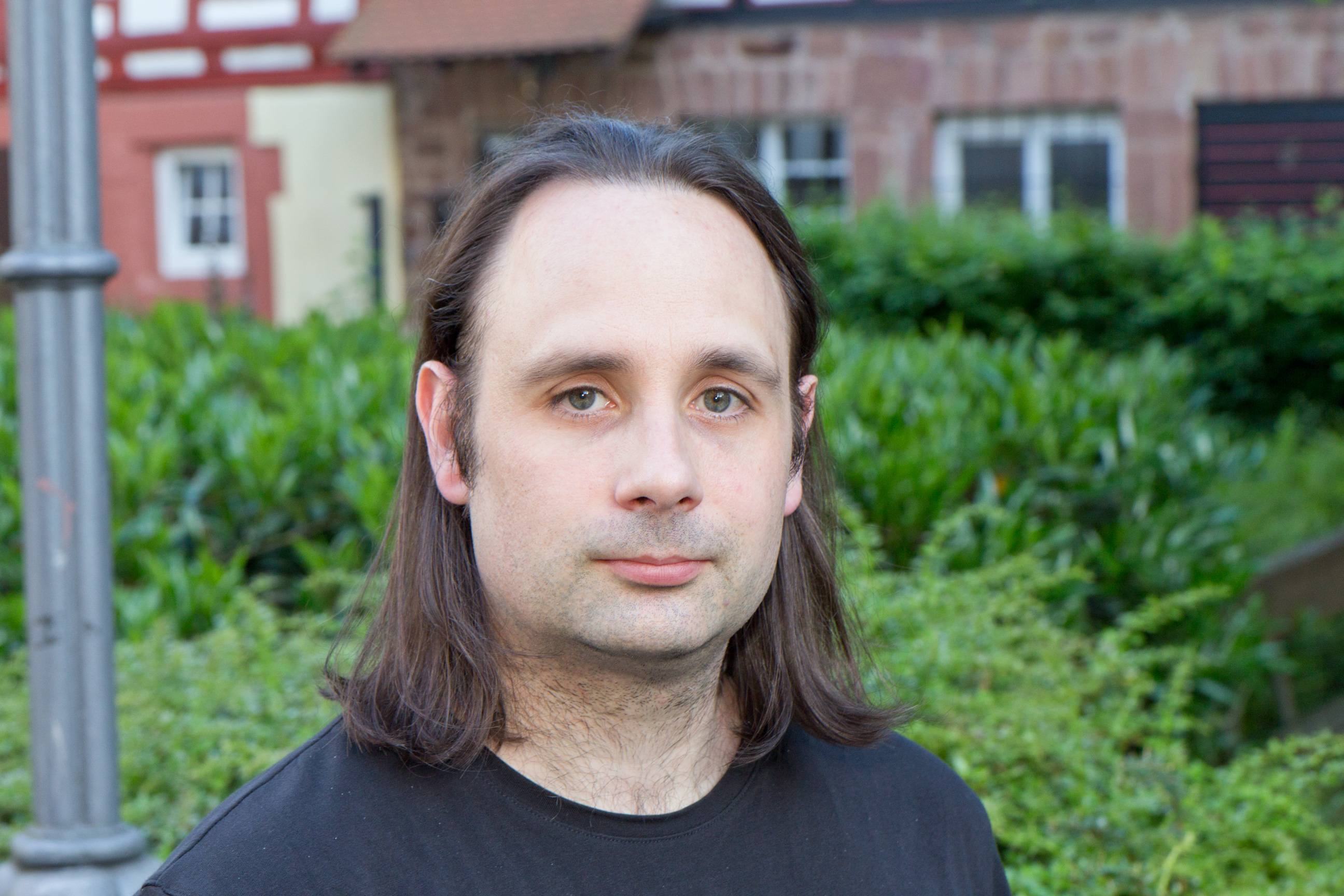
Jan Costin Wagner, 2012

Jan Costin Wagner (* 13. Oktober 1972 in Langen (Hessen)) ist ein deutscher Schriftsteller. Bekannt wurde er insbesondere durch seine Kriminalromane um den finnischen Kommissar Kimmo Joentaa.

## Leben
Nach dem Abitur am Adolf-Reichwein-Gymnasium in Heusenstamm absolvierte Wagner ein Studium der Germanistik und Geschichte an der Universität Frankfurt am Main, das er mit einer Magisterarbeit über Adalbert Stifter abschloss. Wagner schreibt Kriminalromane und Erzählungen; sechs der Romane (Stand Herbst 2020) spielen in Finnland und haben den melancholischen, um seine verstorbene Frau trauernden Kommissar Kimmo Joentaa zum Protagonisten. Die Joentaa-Romane wurden in 14 Sprachen übersetzt.
Jan Costin Wagner ist aktives Mitglied der deutschen Autorennationalmannschaft. Er lebt bei Frankfurt am Main und in Finnland, der Heimat seiner Frau.

## Werk
Wagners Romanserie um den finnischen Kommissar Kimmo Joentaa wird häufig zum Subgenre der Skandinavien-Krimis gezählt, obwohl der Autor selbst nicht aus Skandinavien stammt. Nach eigenem Bekunden habe er nie über eine Bindung an die skandinavische Krimitradition nachgedacht, sondern wolle erreichen, „dass der Schauplatz eines Romans die Gedankenwelten der Figuren spiegelt“. So habe er beim Erschaffen der Figur Kimmo Joentaa sofort an Finnland gedacht und das Einstiegsbild eines am Bett seiner sterbenden Frau sitzenden Kommissars in Eismond unwillkürlich dort verortet: „Nicht, weil Finnland traurig ist, sondern, weil ich Finnland von Herzen mag und intensiv in mir trage“. Das Land, das ihm zur zweiten Heimat geworden ist, sei ein „universeller Ort“ und geeignet für eine „grundlegend menschliche Geschichte“. An anderer Stelle bezeichnete er Finnland als „Land der Kontraste“, das ihm immer noch Rätsel aufgebe und gerade deshalb besonders geeignet als Schauplatz für Kriminalromane sei.
Nach dem Urteil Uwe Wittstocks schreibt Wagner „keine Thriller, keine Action-Orgien, sondern genau ausbalancierte psychologische Studien, so poetisch und melancholisch wie eine verschneite Winterlandschaft.“ Laut Sandra Kegel nutzt er das Genre, um Grenzen auszuloten. Wagner unterläuft gerne Erwartungshaltungen der Leser und sperrt sich gegen Schubladendenken und Genregrenzen. Ein Buch wie Das Licht in einem dunklen Haus ist für ihn ebenso ein Liebesroman wie ein Kriminalroman. So sind auch keine typischen Krimi-Autoren seine literarischen Vorbilder, sondern Adalbert Stifter, E. T. A. Hoffmann und Friedrich Dürrenmatt. Der Antrieb hinter seiner Literatur sei, „Menschen in extremstmögliche Situationen zu bringen“, um dann eine Sprache für ihre Versuche der Bewältigung zu finden. Indem er grundlegende Ängste zur Sprache bringe, bringe er sie auch unter Kontrolle.
Auch sein Protagonist Kimmo Joentaa, den Elmar Krekeler als den „schweigsamen, großen Trauernden unter den Ermittlern dieser Welt“ bezeichnet, ist häufig „mehr trauernder Tröster denn Detektiv“. Joentaa hat einen traumatischen Verlust zu verarbeiten, als seine Frau Sanna an Krebs stirbt. Der erste Roman der Serie Eismond handelt von seinem Umgang mit diesem Verlust, der auch in den folgenden Bänden der Serie stets präsent bleibt. Gerade aus dieser Erfahrung entsteht im Kommissar „eine warmherzige, unkonventionelle Sicht auf das Leben“ und die Kraft und Geduld, anderen Trauernden beizustehen. Er steht dafür, nicht in der Traurigkeit zu verharren, sondern Schicksalsschläge zu bewältigen und mit ihnen zu leben. Gegenüber seinen Mitmenschen verströmt er eine „schweigende Wärme“, die Wagner für typisch finnisch hält. Ursprünglich war Kimmo Joentaa nicht als Serienfigur geplant, weswegen ihm der Autor in Das Schweigen eine ganze Reihe von weiteren Hauptfiguren an die Seite gesellt habe. Trotzdem bleibe er die „heimliche zentrale Figur“, die das Drama der Menschen in sich aufnehme und dadurch die ganze Geschichte trage. In den folgenden Bänden, in denen Joentaa etwa an der Seite einer Prostituierten namens Larissa lebt, wollte Wagner die Entwicklung der Figur weiterzeichnen.
„Eine schmerzhaft wehmütige Grundstimmung“ durchzieht laut Vanja Budde die Romane Wagners, der Stil sei aufs Nötigste reduziert, „kristall-klar wie die Seen in Finnland“. Der Blick des Autors auf seine Figuren ist laut Christoph Schröder „eine Mischung aus Anteilnahme und kühler Distanz“. Die Sprache komme ohne Larmoyanz und Pathos aus. Sie sei „zurückhaltend, sparsam, konzentriert auf Details, in denen sich das Große und Ganze spiegelt“, eine „Sprache des Schweigens“, hinter der sich Empathie und Beobachtungsgabe verbergen. Charakteristisch für Wagners Stil hält Ralph Gerstenberg „Leerstellen, Raum für Unausgesprochenes, atmosphärische Schilderungen, die den unverwechselbaren Sound seiner Sprache ausmachen.“ Laut Tobias Becker kann der Autor „filmisch präzise, bildstarke Szenen entwerfen. Knappe, kraftvolle Dialoge schreiben. Lakonische Sätze hintupfen,“ die man am liebsten laut vorlesen möge. Auch wenn in manchen Romanen aktuelle Themen den Hintergrund der Handlung bilden – so in Tage des letzten Schnees Finanzkrise, Prostitution und der Massenmörder Anders Behring Breivik –, gehe es Wagner nicht in erster Linie um gesellschaftliche Debatten, sondern „um Leben und Tod. Um den Tod und darum, wie wir mit ihm leben.“

## Auszeichnungen
- 2002 Marlowe – Kategorie National für Nachtfahrt
- 2003 Aufenthaltsstipendium des Berliner Senats im Literarischen Colloquium Berlin
- 2004 Förderpreis zum Hans-Erich-Nossack-Preis
- 2008 Deutscher Krimi Preis (3. Platz) für Das Schweigen
- 2012 Krimi des Jahres 2011 (Platz 10) in der KrimiZEIT-Bestenliste für Das Licht in einem dunklen Haus
- 2020 Radio-Bremen-Krimipreis

## Werke
- Nachtfahrt. Eichborn, Frankfurt am Main 2002, ISBN 3-8218-0700-8. (Kriminalroman)
- Eismond. Eichborn, Frankfurt am Main 2003, ISBN 3-8218-0699-0. (Kriminalroman der Kimmo-Joentaa-Reihe)
- Schattentag. Eichborn, Frankfurt am Main 2005, ISBN 3-8218-0756-3. (Kriminalroman)
- Das Schweigen. Eichborn, Frankfurt am Main 2007, ISBN 978-3-8218-0757-7. (Kriminalroman der Kimmo-Joentaa-Reihe)
- Im Winter der Löwen. Eichborn, Frankfurt am Main 2009, ISBN 978-3-8218-0758-4. (Kriminalroman der Kimmo-Joentaa-Reihe)
- Sandmann träumt. Edition Nautilus, Hamburg 2009, ISBN 978-3-89401-603-6; als Hörbuch (gelesen von Burghart Klaußner) bei Hörbuch Hamburg 2010, ISBN 978-3-86909-053-5. (Kriminalerzählung)
- Das Licht in einem dunklen Haus. Galiani Verlag, Berlin 2011, ISBN 978-3-86971-016-7. (Kriminalroman der Kimmo-Joentaa-Reihe)
- Tage des letzten Schnees. Galiani Verlag, Berlin 2014, ISBN 978-3-86971-017-4. (Kriminalroman der Kimmo-Joentaa-Reihe)
- Sonnenspiegelung. Galiani Verlag, Berlin 2015, ISBN 978-3-86971-112-6. (Erzählungen)
- Sakari lernt, durch Wände zu gehen. Galiani Verlag, Berlin 2017, ISBN 978-3-462-31748-0.[14] (Kriminalroman der Kimmo-Joentaa-Reihe)[15]
- Sommer bei Nacht. Galiani Verlag, Berlin 2020, ISBN 978-3-86971-208-6. (Kriminalroman)[16]
- Am roten Strand. Galiani Verlag, Berlin 2022, ISBN 978-3-86971-209-3
- Einer von den Guten. Galiani Verlag, Berlin 2023, ISBN 978-3-86971-260-4

## Hörspiele
- 2008: Das Schweigen, WDR, Regie: Annette Kurth, 54'29 Min.
- 2022: Sakari lernt, durch Wände zu gehen, Deutschlandfunk Kultur, Bearbeitung und Regie: Cordula Dickmeiß, 57 Min.[17]

## Verfilmungen
- Das letzte Schweigen. Regie: Baran bo Odar, D 2010. Nach dem Roman Das Schweigen.
- Tage des letzten Schnees. Regie: Lars-Gunnar Lotz, D 2019. Nach dem gleichnamigen Roman.
- Das Licht in einem dunklen Haus. Regie: Lars-Gunnar Lotz, D 2021. Nach dem gleichnamigen Roman.